# Campionati europei di ciclocross 2010
I Campionati europei di ciclocross 2010, ottava edizione della competizione, si disputarono a Francoforte sul Meno, in Germania, il 7 novembre 2010.

## Eventi
Domenica 7 novembre
- 11:00 Uomini Juniors
- 13:00 Donne
- 15:00 Uomini Under-23

## Medagliere
| Pos.   | Nazione     | Oro | Argento | Bronzo | Totale |
| ------ | ----------- | --- | ------- | ------ | ------ |
| 1      | Paesi Bassi | 2   | 1       | 0      | 3      |
| 2      | Svizzera    | 1   | 0       | 0      | 1      |
| 3      | Italia      | 0   | 1       | 0      | 1      |
| 3      | Rep. Ceca   | 0   | 1       | 0      | 1      |
| 5      | Belgio      | 0   | 0       | 1      | 1      |
| 5      | Francia     | 0   | 0       | 1      | 1      |
| 5      | Regno Unito | 0   | 0       | 1      | 1      |
| Totale | Totale      | 3   | 3       | 3      | 9      |

## Sommario degli eventi
| Eventi            | Oro                              | Tempo  | Argento                       | Tempo | Bronzo                   | Tempo |
| Uomini            |                                  |        |                               |       |                          |       |
| Under-23 dettagli | Lars van der Haar Paesi Bassi    | 51'44" | Elia Silvestri Italia         | s.t.  | Jens Adams Belgio        | a 10" |
| Junior dettagli   | Lars Forster Svizzera            | 42'38" | Jakub Skála Rep. Ceca         | a 4"  | Quentin Jauregui Francia | a 6"  |
| Donne             |                                  |        |                               |       |                          |       |
| Elite dettagli    | Daphny van den Brand Paesi Bassi | 38'30" | Sanne van Paassen Paesi Bassi | a 9"  | Helen Wyman Regno Unito  | a 40" |